# 方孔钱

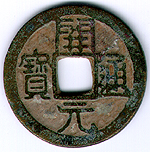
一枚开元通宝钱

方孔钱，又称「孔方钱」、「圆形方孔钱」、“方孔圆钱”，是古中国钱币中最常见的一种，一般以銅鑄造，故俗称銅錢。方孔钱由圜钱演变而来，自秦朝统一货币，全国铸行半两钱之后，除王莽改制的短暂时间，方孔钱一直是中国流通货币的最主要货币形制，直至清朝末年该地位才被银元所取代，但中国最晚的方孔钱是民国时期部分地区铸行的民国通宝（另有袁世凯准备称帝而铸造的“洪宪通宝”，但没有流通）。
中国方孔钱的形制影响了古代周边地区的造币，日本、朝鮮半島、越南、琉球等国家和地区均曾铸行方孔钱。

## 别称
又稱「寶貨」、「通寶」，西晉魯褒著《錢神論》以諷時弊，擬錢為長兄，字曰「孔方」，因此方孔錢也被戏称为「孔方兄」。

## 相关术语
- 面
- 背
- 穿
  - 穿左
  - 穿右

## 钱文

### 读法
圆形方孔钱上的钱文印制顺序不尽相同，主要有以下几种：
- 直读：又称“顺读”或“对读”，面文按上下右左顺序排列，是一种最常见的钱文读法，始见于王莽所铸造的六泉。通宝钱多为此类读法。
- 旋读：又称“环读”或“回读”，按上右下左顺序读，一般元宝钱多为旋读。
- 横读/顺读：指两字钱，如“半两”、“五铢”，由右向左读。
- 环读：文字朝向切线方向，顺时针依次读出，如“清宁二年”。

另有部分钱币读法特殊，如天聪汗钱钱文为以左上下右次序排列。

## 与西方圆钱的比较
中国货币与西方货币各有鲜明的特点，西方圆钱最早出现在前600年呂底亞（今土耳其西部），用来铸造这些钱币的金属是一种金银合金或称电金。从币材上看，西方多用贵金属，即金银，中国则多用铜并混有铁、铅、锡等，是一种信用货币。从造型看，中国以圆形方孔为币形，西方钱币则圆形无孔。从在币面看，中国货币以文字或记号标明货币的重量，或为皇帝的年号等等，西方货币则喜用人物、禽兽、花木等图形，并时常以统治者的姓名来铭文。西方早期币面人物为神像，王像出现在钱币上始于前332年亚历山大时期。据《史记》上张骞记述“安息以银为钱币，钱币铸称象国王容貌的样子，国王死去，就改换钱币，这是因为要模仿国王的面貌”。中国最早的帝王头像银币为1902年铸造的「四川卢比」，该银币正面图案是光绪皇帝，主要为了抵制大英帝国印度卢布在川西、西藏等地的通流。然而在此之前，在中国史籍上被称为「西域」的国家也曾铸造过自己的中国币形铜币。

## 相關著作
顾烜钱志，成書于南朝梁，撰者顾烜，乃孙吴丞相顾雍之后，是最早的錢幣學專著，《隋书·经籍志》記載其有钱图一卷，钱谱一卷，現已亡軼。
續錢譜，唐代封演撰，今已亡軼。
历代钱谱，宋代李孝美撰，合十卷，今已亡軼。
泉志，书成于南宋宋高宗十九年，撰者洪遵，合十五卷。
錢譜，宋代董逌撰，見載於明代陶宗儀说郛第一百二十卷，今已亡軼。
錢錄，清乾隆十五年梁诗正奉敕纂辑，合十六卷，收錄于《西清古鑒》附錄。